# Olga Sokołowa
Olga Anatoljewna Sokołowa (ros. Ольга Анатольевна Соколова, ur. 26 grudnia 1969 w Wielkich Łukach) – rosyjska kolarka szosowa, dwukrotna mistrzyni świata.

## Kariera
Pierwszy sukces w karierze Olga Sokołowa osiągnęła w 1993 roku, kiedy wspólnie ze Swietłaną Bubnienkową, Aleksandrą Kolasiewą i Walentiną Połchanową zdobyła złoty medal w drużynowej jeździe na czas podczas mistrzostw świata w Oslo. Wynik ten Rosjanki w identycznym składzie powtórzyły na rozgrywanych rok później mistrzostwach świata w Agrigento. Ponadto zwyciężyła między innymi we francuskim wyścigu Paris-Bourges w 1990 roku, trzy lata później zajęła trzecie miejsce w klasyfikacji generalnej Tour de Bretagne, a w 1994 roku była trzecia w czeskim wyścigu Gracia Orlová. W 1994 roku zdobyła brązowy medal mistrzostw Rosji w wyścigu ze startu wspólnego. Nigdy nie brała udziału w igrzyskach olimpijskich.